# Kyoko Hamaguchi
Kyoko Hamaguchi (n. 11 ianuarie 1978, Tokyo⁠(d), Tōkyō, Japonia) este o luptătoare ce a reprezentat Japonia, medaliată olimpică. A participat la 3 ediții ale Jocurilor Olimpice (2004, 2008, 2012) în care a câștigat două medalii de bronz.